# 唐洪澄
唐洪澄（1908年—1960年），原名贺生春，男，陕西清涧人，中华人民共和国政治人物，曾任中共陕西省委副书记，第二届全国人大代表。